# Amadou Moutari
Tidjani Amadou Moutari Kalala vagy gyakrabban Amadou Moutari (Arlit, 1994. január 19. – ) nigeri válogatott labdarúgó, a jordán élvonalbeli Al-Faisaly játékosa.

## Pályafutása

### Klubcsapatban
Pályafutását 2011-ben kezdte a nigeri élvonalban szereplő Akokana FC csapatában. Itt egy szezont töltött, majd a francia Le Mans csapata szerződtette. 2012 és 2014 között csak a tartalékcsapatban lépett pályára, mindössze öt alkalommal. 2014-ben az ukrán Metalurh Doneckhez igazolt, majd fél év után az orosz Anzsi Mahacskala szerződtette. Két idény alatt 52 bajnokin kapott lehetőséget, ezalatt hat gólt szerzett. A 2016–17-es idényben csak négy bajnokin kapott lehetőséget az oroszok első csapatában, így új csapat után nézett. 2017 januárjában a bajnoki címvédő Ferencváros igazolta le.
Első tétmérkőzését a Budapest Honvéd elleni kupamérkőzés alkalmával játszotta február 11-én. Kezdőként 84 percet töltött a pályán és a 33. percben ő szerezte a találkozó első gólját. Március 11-én, a Szombathelyi Haladás elleni hazai bajnokin már az első percben betalált Király Gábor kapujába, így megszerezte első bajnoki gólját is. A zöld-fehérek 3–1-es győzelmet arattak.
Ő lett a Ferencvárosi TC és a magyar NB I történetének első nigeri gólszerzője, és mint hogy 13 másodperccel a kezdés után találta a hálóba a szombathelyiek elleni  mérkőzésen, ő lett a klub történetének leggyorsabb góljának szerzője. A korábbi rekorder Sorin Cigan  1992. október 24-én az FTC-MTK mérkőzésen az 50. másodpercben volt eredményes.
A Ferencváros színeiben összességében 54 tétmérkőzésen tizenkét alkalommal volt eredményes. A 2018-2019-es szezon elején műtéten esett át, így a szezon első felét ki kellett hagynia, majd 2019 februárjában a Mezőkövesd csapatához került, ahol fél év alatt tíz bajnokin három gólt szerzett. Szerződése lejárta után a Budapest Honvéd igazolta le.
2020 október 9-én kétéves szerződést írt alá a szaúd-arábiai másodosztályban szereplő al-Ainnal, miután kivásárolták a szerződéséből. Sajtóhírek szerint több török és francia klub érdeklődött iránta, de végül Szaúd-Arábia mellett döntött.
2021. augusztus 31-én kétéves szerződést írt alá a szaúdi El-Fajhá csapatával.
2022. augusztus 31-én aláírt a szaúdi Al-Kvadszija klubbal. 2023. január 31-én közös megegyezéssel szerződést bontottak.
2024. szeptember 6-án aláírt a jordán élvonalban szereplő Al-Faisaly csapatával.

### A válogatottban
Niger válogatottjában 2012-ben mutatkozott be, és a 2012-es afrikai nemzetek kupáján Gabon ellen játszva eltörte a lábát.

## Sikerei, díjai
- Ferencvárosi TC
  - Magyar kupagyőztes: 2017
  - Magyar bajnoki ezüstérmes: 2018

- Budapest Honvéd
  - Magyar kupagyőztes: 2020

## Statisztika

### Klub
2020. június 27-én frissítve.
| Klub             | Szezon           | Bajnokság            | Bajnokság | Bajnokság | Kupa  | Kupa  | Egyéb | Egyéb | Összes | Összes |
| Klub             | Szezon           | Liga                 | Mérk.     | Gólok     | Mérk. | Gólok | Mérk. | Gólok | Mérk.  | Gólok  |
| ---------------- | ---------------- | -------------------- | --------- | --------- | ----- | ----- | ----- | ----- | ------ | ------ |
| Akokana          | 2011–12          | Niger Premier League | 10        | 3         | –     | –     | –     | –     | 10     | 3      |
| Le Mans B        | 2011–12          | CFA                  | 3         | 0         | 0     | 0     | 0     | 0     | 3      | 0      |
| Le Mans B        | 2012–13          | CFA                  | 6         | 0         | 0     | 0     | 0     | 0     | 6      | 0      |
| Le Mans B        | Összesen         | Összesen             | 9         | 0         | 0     | 0     | 0     | 0     | 0      | 0      |
| Metalurh Doneck  | 2013–14          | Premjer-liha         | 6         | 0         | 0     | 0     | 0     | 0     | 6      | 0      |
| Anzsi Mahacskala | 2014–15          | Pervij Gyivizion     | 29        | 6         | 2     | 1     | 0     | 0     | 31     | 7      |
| Anzsi Mahacskala | 2015–16          | Premjer-Liga         | 17        | 0         | 1     | 0     | 2     | 0     | 20     | 0      |
| Anzsi Mahacskala | 2016–17          | Premjer-Liga         | 4         | 0         | 2     | 1     | 0     | 0     | 6      | 1      |
| Anzsi Mahacskala | Összesen         | Összesen             | 50        | 6         | 5     | 2     | 2     | 0     | 57     | 8      |
| Ferencváros      | 2016–17          | NB I                 | 14        | 3         | 7     | 4     | 0     | 0     | 21     | 7      |
| Ferencváros      | 2017–18          | NB I                 | 26        | 5         | 2     | 0     | 4     | 0     | 32     | 5      |
| Ferencváros      | Összesen         | Összesen             | 40        | 8         | 9     | 4     | 4     | 0     | 53     | 12     |
| Mezőkövesd       | 2018–19          | NB I                 | 10        | 3         | 4     | 0     | –     | –     | 14     | 3      |
| Budapest Honvéd  | 2019–20          | NB I                 | 30        | 4         | 8     | 1     | 4     | 0     | 42     | 5      |
| Karrier összesen | Karrier összesen | Karrier összesen     | 155       | 24        | 26    | 7     | 10    | 0     | 190    | 31     |

### A válogatottban
| Niger    | Niger | Niger |
| Év       | Mérk. | Gólok |
| -------- | ----- | ----- |
| 2012     | 4     | 0     |
| 2013     | 2     | 0     |
| 2014     | 4     | 0     |
| 2015     | 9     | 0     |
| 2016     | 2     | 0     |
| 2017     | 3     | 0     |
| 2019     | 7     | 1     |
| 2020     | 1     | 0     |
| 2021     | 12    | 1     |
| 2022     | 6     | 0     |
| 2023     | 2     | 1     |
| 2024     | 1     | 0     |
| Összesen | 54    | 3     |

#### Góljai a nigeri válogatottban
| #  | Dátum               | Ellenfél | Eredmény | Kiírás              | Esemény      |
| -- | ------------------- | -------- | -------- | ------------------- | ------------ |
| 1. | 2019. március 23.   | Egyiptom | 1 – 1    | ANK-selejtező       | 82' 85'      |
| 2. | 2021. augusztus 22. | Szudán   | 2 – 1    | Barátságos mérkőzés | 61'          |
| 3. | 2023. november 21.  | Zambia   | 2 – 1    | Vb-selejtező        | 6' 82' 90+1' |